# Zahcon

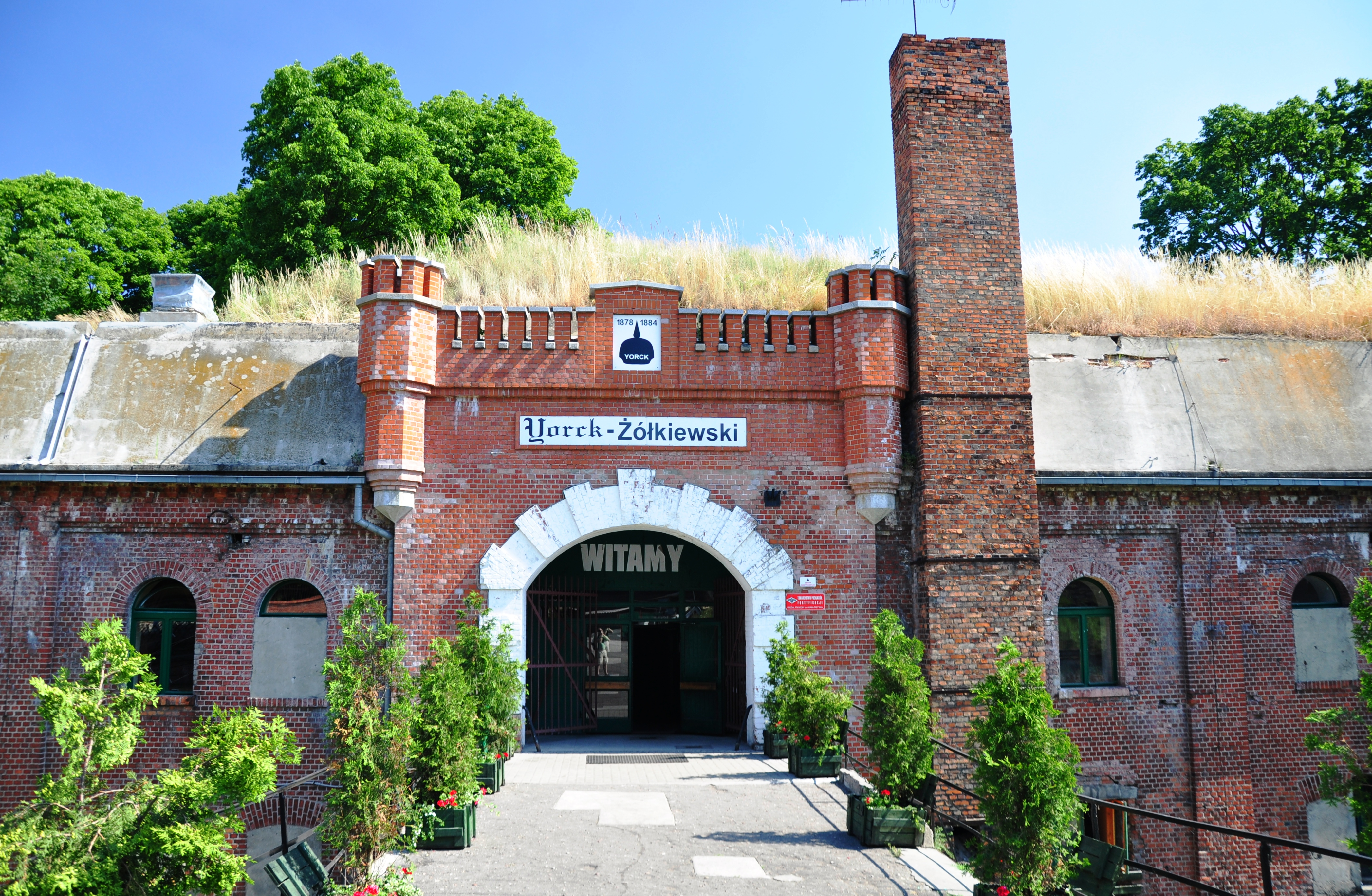
Fort IV Twierdzy Toruń

Zahcon – Konwent Miłośników Fantastyki, odbywający się w latach 2000–2009 w Toruniu.

## Charakterystyka
Organizatorami Zahcon byli Toruński Klub Fantastyki Mithost (później: Stowarzyszenie Miłośników Fantastyki „Mithost”) oraz Konfederacja Fantastyki „Rassun” (Warszawa). W programie konwentu znajdowały się m.in. spotkania z popularnymi autorami fantastyki, gry fabularne, LARP-y oraz inne rodzaje gier (planszowe, strategiczne, bitewne itd.), a także prelekcje na powiązane tematy (film, literatura, muzyka, światy fantastyczne). Do roku 2005 konwent odbywał się w Forcie IV, stanowiącym fragment pruskiej Twierdzy Toruń, w 2008 i 2009 część punktów programu odbywała się na ruinach toruńskiego zamku krzyżackiego, zaś pozostała część w Szkole Podstawowej nr 1 w Toruniu. W roku 2010 Zahcon został zastąpiony przez Copernicon.
Gośćmi Zahconu byli m.in.: Andrzej Pilipiuk, Anna Brzezińska, Jacek Dukaj, Tomasz Pacyński, Jarosław Grzędowicz, Jacek Kowalski, Jakub Ćwiek, Marcin Przybyłek, Łukasz Orbitowski, Rafał Kosik.

## Konwencje Zahconu
- 2000: Koniec wieku XIX
- 2001: Podziemia Wielkiego Mistrza
- 2002: Lochy i Smoki
- 2003: Postapokalipsa
- 2004: Space opera
- 2005: Gotyk, groza, horror
- 2006: Żelazna kurtyna (edycja odwołana przez organizatorów, nie odbyła się)
- 2008: Średniowiecze (impreza reaktywowana na ruinach zamku krzyżackiego)
- 2009: Science fiction